# Afrobrunnichia
Afrobrunnichia, maleni biljni rod lijana i penjačica iz pordice dvornikovki. Postoje dvije vrste koje rastu po tropskoj Africi
Rod je dobio ime po danskom mineralogu i zoologu Morten Thrane Brünnichu.

## Vrste
1. Afrobrunnichia africana (Welw.) Hutch. & Dalziel
2. Afrobrunnichia erecta (Asch.) Hutch. & Dalziel